# Частная церковь

Остатки Лоршского монастыря, основанного графом Канкором в 764 году как частное аббатство.

Частная церковь (лат. ecclesia propria, нем. Eigenkirche)  — в Средние века церковь, аббатство или монастырь, построенные на личной земле феодала, над которым он имел имущественные права, в особенности право распределять приходы, т.е. назначать церковнослужителей без согласования с епископом. В маленьких приходских церквях это право не представляло особой ценности, однако в Священной Римской империи в эпоху Оттона Великого контроль над обширными церковными владениями был существенной прерогативой императора. Феодал получал право использования десятины и других церковных доходов, однако он должен был оплачивать церковные нужды. Также феодал и члены его семьи включались в поминальные молитвы, что, по крайней мере формально, являлось основной причиной основания церквей на собственной земле. В свою очередь епископы, чьё влияние из-за этого уменьшалось, сами были вынуждены создавать частные церкви и заселять их территории лояльными и свободными жителями.
Понятие нем. Eigenkirche было введено в 1894 году Ульрихом Штутцем для обозначения церкви, являющейся собственностью лица или группы лиц (ктиторов), включая не только здание церкви с его содержимым, но и относящиеся к нему земли, строения и прочие материальные и нематериальные права. Штутц ограничивал это понятие только германскими народами, однако в той или иной форме частные церкви существовали в Византии, восточных и западных славян и у кельтских народов.
Королевские пекуляры остаются частными церквями вплоть до настоящего времени.